# Campoplex puncticollis
Campoplex puncticollis är en stekelart som först beskrevs av Hellen 1949.  Campoplex puncticollis ingår i släktet Campoplex och familjen brokparasitsteklar. Inga underarter finns listade.